# Мелиса Хил
Мелиса Хил (на английски: Melissa Hill) е популярна ирландска писателка на бестселъри в жанра чиклит, трилър и съвременен любовен роман. Със съпруга си Кевин Хил пише трилъри под съвместния псевдоним Каси Хил (Casey Hill).

## Биография и творчество
Мелиса Хил е родена на 15 април 1974 г. в графство Типърари, Ирландия.
Преди да стане писател и работила в областта на банкирането, компютрите и производството на подаръци. През 2002 г. се обръща сериозно към творческото писане.
Първият ѝ чиклит роман „Something You Should Know“ е публикван през 2003 г. Той става бестселър в Ирландия и дава старт на писателската ѝ кариера.
Произведенията на писателката са преведени на 25 езика по света.
Мелиса Хил живее със семейството си в Дъблин.

## Произведения

### Като Мелиса Хил

#### Самостоятелни романи
- Something You Should Know (2003)
- Not What You Think (2004)
- The Last to Know (2007)
- Before I Forget (2008) – издаден и като „The Memory Chest“
- Please Forgive Me (2009)
- The Truth About You (2010)
- Something from Tiffany's (2011) 
Малка кутийка от „Тифани", изд.: „Кръгозор“, София (2012), прев. Евелина Пенева
- A Gift from Tiffany's (2011)
- The Charm Bracelet (2012) 
Гривна на желанията, изд.: „Кръгозор“, София (2013), прев. Антоанета Дончева-Стаматова
- The Guest List (2013) 
Списъкът с гости, изд.: „Кръгозор“, София (2014), прев.
- A Gift to Remember (2013)
- The Hotel on Mulberry Bay (2015)
- Mulberry Bay (2015)
- The Gift of a Charm (2015)
- Sleepless in Manhattan (2015)

#### Серия „Изглед към езерото“ (Lakeview)
1. Wishful Thinking (2005)
2. Never Say Never (2005)
3. All Because of You (2006)
4. The Heartbreak Cafe (2011)

- Christmas at The Heartbreak Cafe (2014) – новела
- Summer at the Heartbreak Cafe (2015) – новела

#### Серия „Италиански бягства“ (Italian Escapes)
1. Summer in Sorrento (2014)
2. Autumn in Verona (2014)
3. Winter in Venice (2014)
4. Spring in Sicily (2015)

#### Новели
- Diamonds From Tiffanys (2015)

#### Сборници
- A Girl's Best Friend
- Fairytale on Fifth Avenue (2014)
- A Diamond from Tiffany's (2015)

#### Документалистика
- The Smart Woman's Guide to Staying at Home (2001)

### Като Каси Хил

#### Серия „Райли Стийл“ (Reilly Steel)
- Crime Scene (2014) – предистория

1. Taboo (2011)
2. Torn (2012)
3. Hidden (2013)
4. The Watched (2014)
5. Trace (2014)
6. Aftermath (2015)